# Boutiers-Saint-Trojan
Boutiers-Saint-Trojan est une commune du Sud-Ouest de la France, située dans le département de la Charente (région Nouvelle-Aquitaine).
Ses habitants sont appelés les Boutiérois et les Boutiéroises.

## Géographie

### Localisation et accès
Boutiers-Saint-Trojan est une commune de l'ouest du département de la Charente située à 3 km au nord-est de Cognac et 36 km d'Angoulême. La population y est dense, tenant au fait du voisinage de la ville de Cognac, dont Boutiers est presque un faubourg.
Située sur la rive droite de la Charente, la commune de Boutiers-Saint-Trojan est formée par la réunion des deux anciennes communes de Boutiers et de Saint-Trojan. Le bourg de Boutiers se dresse au sommet d'une colline dominant le fleuve. Saint-Trojan est situé au sud de la commune, au-dessus de la vallée de la Soloire.
À l'écart des grandes routes, la commune est traversée par la D 24, route de Cognac à Sainte-Sévère et Macqueville, qui franchit la Charente à Saint-Marmet, et par la D 156 qui passe au bourg.
La gare la plus proche est celle de Cognac, desservie par des TER à destination d'Angoulême, Saintes et Royan avec correspondance à Angoulême pour Paris, Bordeaux, Poitiers et Limoges, et à Saintes pour La Rochelle et Niort.

### Hameaux et lieux-dits
Il y a peu de hameaux dans la commune ; on peut toutefois citer les Tuileries sur la route de Macqueville, Port-Boutiers le long de la  Charente, l'Étang, le Solençon à l'ouest, etc..

### Communes limitrophes
| Val-de-Cognac |                       | Nercillac   |
|               | Boutiers-Saint-Trojan | Saint-Brice |
| Cognac        | Châteaubernard        |             |

### Géologie et relief
La commune occupe le calcaire en limite du Jurassique au nord et du Crétacé au sud.
Le Jurassique supérieur occupe une moitié nord-est du territoire communal. Il s'agit du Purbeckien, marne riche en argile et en gypse de la fin du Jurassique mordant sur la période du Crétacé inférieur, et composant la dépression du Pays Bas, ancienne lagune.
Le Crétacé supérieur occupe le plateau de la moitié sud-ouest du territoire communal. Il se compose du Cénomanien inférieur, composé de grès, sable et calcaire détritique. Le Cénomanien moyen occupe la grande partie restante et surplombe la vallée de la Charente.
Les vallées (Charente, Soloire et Solençon) sont occupées par des alluvions récentes du Quaternaire (parties inondables). On trouve aussi une basse terrasse d'alluvions sableuses plus anciennes au sud (les Sablons),,.
La commune de Boutiers-Saint-Trojan occupe un plateau allongé bordé au sud par la vallée de la Charente, à l'est par celle de la Soloire, à l'ouest par le Fossé du Roi et au nord par la plaine du Pays bas. Ce plateau est couvert de vignobles. Le point culminant de la commune est à une altitude de 49 m, situé au bourg. Le point le plus bas est à 5 m, situé le long de la Charente et du Fossé du Roi. Le bourg de Saint-Trojan est à environ 35 m d'altitude, surplombant la Soloire.

### Hydrographie

#### Réseau hydrographique

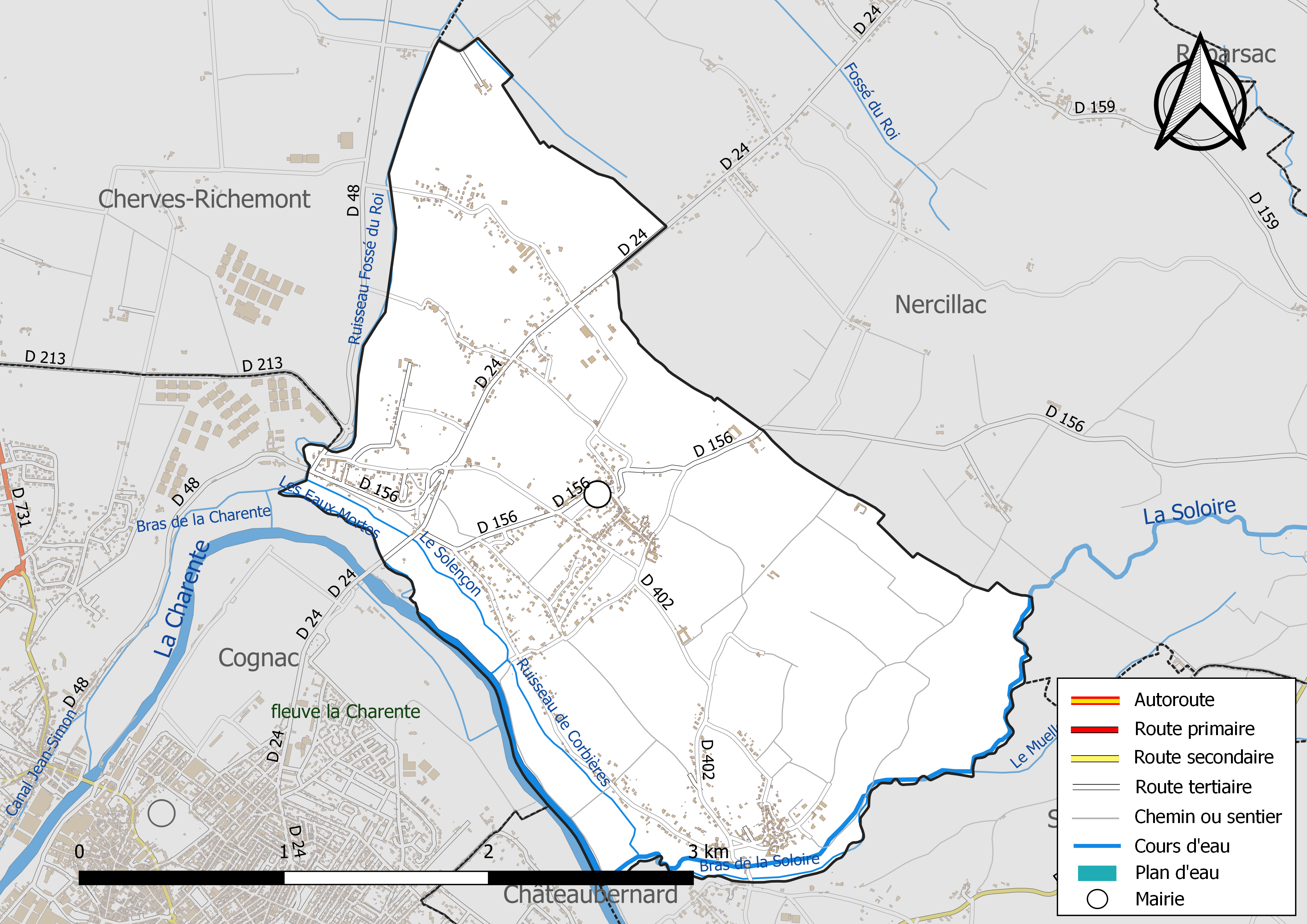
Réseaux hydrographique et routier de Boutiers-Saint-Trojan.

La commune est située dans le bassin versant de la Charente au sein  du Bassin Adour-Garonne. Elle est drainée par la Charente, la Soloire, un bras de la Soloire, le Muellon, Les Eaux Mortes, le Solençon, le ruisseau de Corbières, le ruisseau Fossé du Roi et par un petit cours d'eau, qui constituent un réseau hydrographique de 9 km de longueur totale,.
Cette commune est limitée, au sud-ouest, par la Charente et au sud-est, par un affluent de ce fleuve, la Soloire. La Charente, d'une longueur totale de 381,4 km, prend sa source en Haute-Vienne,dans la commune de Chéronnac, et se jette  dans le Golfe de Gascogne, après avoir traversé 117 communes. La Soloire, d'une longueur totale de 34,9 km, prend sa source en Charente-Maritime,dans la commune de Mosnac, et se jette  dans la Charente à Châteaubernard, après avoir traversé 13 communes.
Le Solençon est un bras de la Charente, ainsi que les Eaux Mortes qui limite la commune, et le ruisseau de Corbières alimenté par la Soloire.
Le Fossé du Roi limite la commune à l'ouest.

#### Gestion des cours d'eau
Le territoire communal est couvert par le schéma d'aménagement et de gestion des eaux (SAGE) « Charente ». Ce document de planification, dont le territoire correspond au bassin de la Charente, d'une superficie de 9 300 km2, a été approuvé le 19 novembre 2019. La structure porteuse de l'élaboration et de la mise en œuvre est l'établissement public territorial de bassin Charente. Il définit sur son territoire les objectifs généraux d’utilisation, de mise en valeur et de protection quantitative et qualitative des ressources en eau superficielle et souterraine, en respect des objectifs de qualité définis dans le troisième SDAGE  du Bassin Adour-Garonne qui couvre la période 2022-2027, approuvé le 10 mars 2022.

### Climat
Comme dans les trois quarts sud et ouest du département, le climat est océanique aquitain.

## Urbanisme

### Typologie
Au 1er janvier 2024, Boutiers-Saint-Trojan est catégorisée commune rurale à habitat dispersé, selon la nouvelle grille communale de densité à 7 niveaux définie par l'Insee en 2022.
Elle appartient à l'unité urbaine de Cognac, une agglomération intra-départementale dont elle est une commune de la banlieue,. Par ailleurs la commune fait partie de l'aire d'attraction de Cognac, dont elle est une commune de la couronne,. Cette aire, qui regroupe 44 communes, est catégorisée dans les aires de 50 000 à moins de 200 000 habitants,.

### Occupation des sols
L'occupation des sols de la commune, telle qu'elle ressort de la base de données européenne d’occupation biophysique des sols Corine Land Cover (CLC), est marquée par l'importance des territoires agricoles (63,7 % en 2018), en diminution par rapport à 1990 (65,2 %). La répartition détaillée en 2018 est la suivante : 
cultures permanentes (35,3 %), zones urbanisées (21,5 %), zones agricoles hétérogènes (17,2 %), forêts (14,8 %), prairies (11,2 %). L'évolution de l’occupation des sols de la commune et de ses infrastructures peut être observée sur les différentes représentations cartographiques du territoire : la carte de Cassini (XVIIIe siècle), la carte d'état-major (1820-1866) et les cartes ou photos aériennes de l'IGN pour la période actuelle (1950 à aujourd'hui).

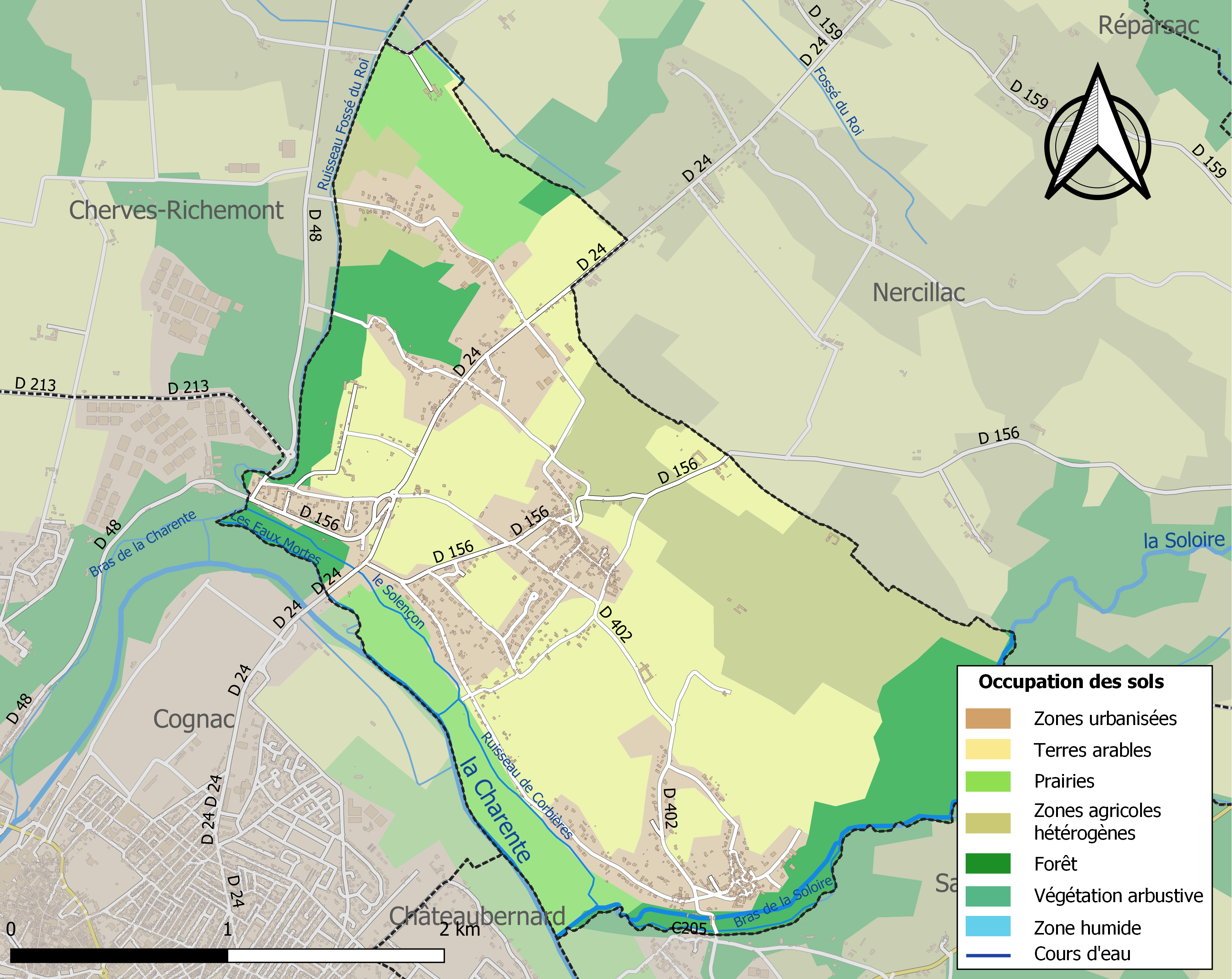
Carte des infrastructures et de l'occupation des sols de la commune en 2018 (CLC).

### Risques majeurs
Le territoire de la commune de Boutiers-Saint-Trojan est vulnérable à différents aléas naturels : météorologiques (tempête, orage, neige, grand froid, canicule ou sécheresse), inondations et séisme (sismicité modérée). Il est également exposé à un risque technologique, le transport de matières dangereuses. Un site publié par le BRGM permet d'évaluer simplement et rapidement les risques d'un bien localisé soit par son adresse soit par le numéro de sa parcelle.

#### Risques naturels
La commune fait partie du territoire à risques importants d'inondation (TRI) Saintes-Cognac-Angoulême, regroupant 46 communes concernées par un risque de débordement du fleuve Charente (34 en Charente et 12 en Charente-Maritime), un des 18 TRI qui ont été arrêtés fin 2012 sur le bassin Adour-Garonne. Les événements antérieurs à 2014 les plus significatifs sont les crues de l'hiver 1779, de 1842, de 1859, du 9 décembre 1882 du 19 février 1904, du 10 janvier 1961, de mars-avril 1962, du 24 décembre 1982 et du 8 janvier 1994. Des cartes des surfaces inondables ont été établies pour trois scénarios : fréquent (crue de temps de retour de 10 ans à 30 ans), moyen (temps de retour de 100 ans à 300 ans) et extrême (temps de retour de l'ordre de 1 000 ans, qui met en défaut tout système de protection). La commune a été reconnue en état de catastrophe naturelle au titre des dommages causés par les inondations et coulées de boue survenues en 1982, 1993, 1999, 2013 et 2021,.

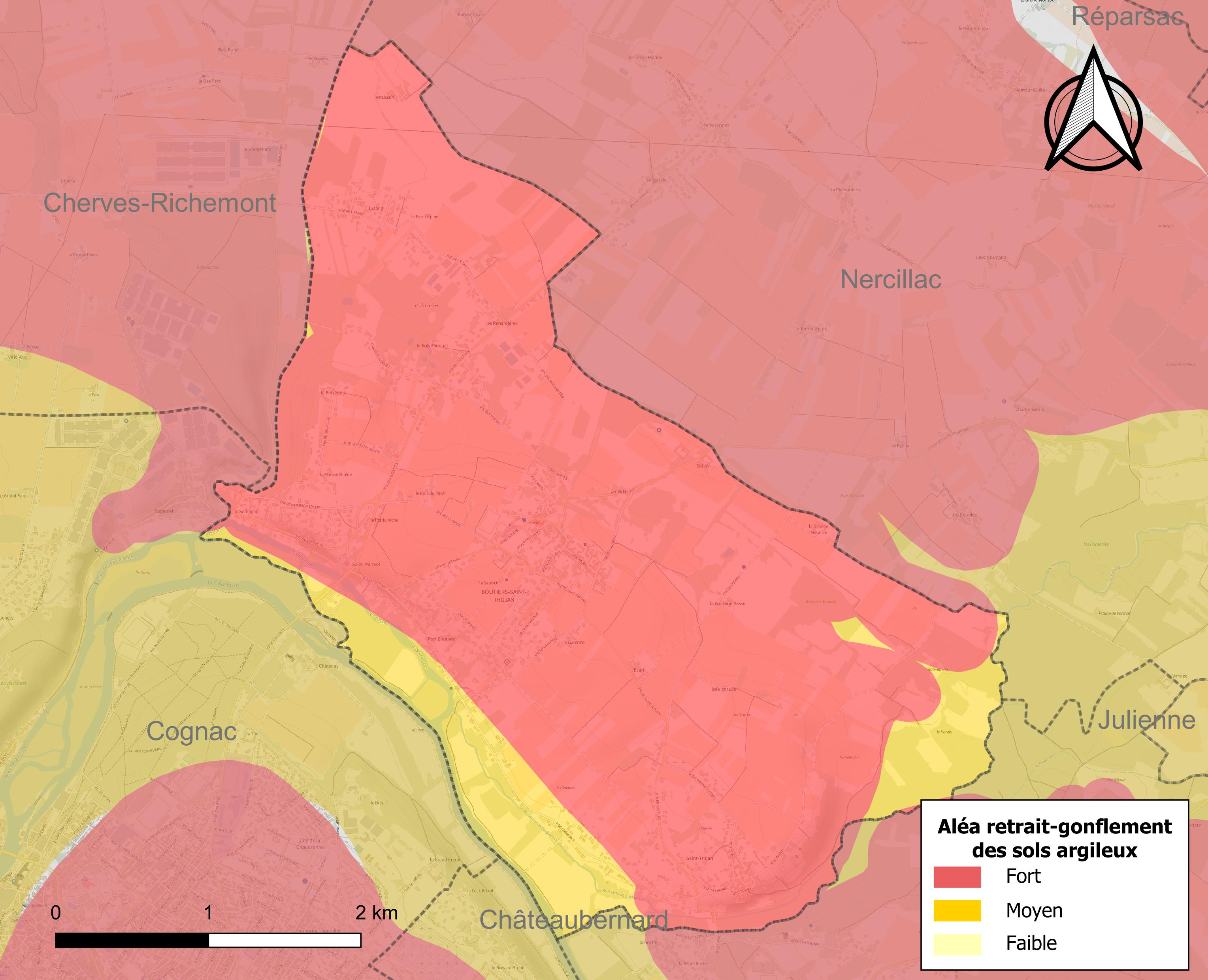
Carte des zones d'aléa retrait-gonflement des sols argileux de Boutiers-Saint-Trojan.

Le retrait-gonflement des sols argileux est susceptible d'engendrer des dommages importants aux bâtiments en cas d’alternance de périodes de sécheresse et de pluie. La totalité de la commune est en aléa moyen ou fort (67,4 % au niveau départemental et 48,5 % au niveau national). Sur les 715 bâtiments dénombrés sur la commune en 2019, 715 sont en aléa moyen ou fort, soit 100 %, à comparer aux 81 % au niveau départemental et 54 % au niveau national. Une cartographie de l'exposition du territoire national au retrait gonflement des sols argileux est disponible sur le site du BRGM,.
Par ailleurs, afin de mieux appréhender le risque d’affaissement de terrain, l'inventaire national des cavités souterraines permet de localiser celles situées sur la commune.
Concernant les mouvements de terrains, la commune a été reconnue en état de catastrophe naturelle au titre des dommages causés par la sécheresse en 2003 et 2005 et par des mouvements de terrain en 1999.

#### Risques technologiques
Le risque de transport de matières dangereuses sur la commune est lié à sa traversée par une ou des infrastructures routières ou ferroviaires importantes ou la présence d'une canalisation de transport d'hydrocarbures. Un accident se produisant sur de telles infrastructures est susceptible d’avoir des effets graves sur les biens, les personnes ou l'environnement, selon la nature du matériau transporté. Des dispositions d’urbanisme peuvent être préconisées en conséquence.

## Toponymie

### Boutiers
Les formes anciennes  pour Boutiers sont Boteriis, Boteriaco (non datées), et un nom de personne Botterius ou Boterius.
L'origine du nom de Boutiers remonterait à un nom de personne germanique Botthar latinisé auquel a été apposé le suffixe -acum (ou fundus sous-entendu), ce qui correspondrait au « domaine de Botterius ».

### Saint-Trojan
Une forme ancienne est Sanctus Trojanus prope Compiniacum (non datée, signifiant « Saint-Trojan près Cognac ». Le nom vient de Trojan, évêque de Saintes mort vers 532.
Pendant la Révolution, la commune de Saint-Trojan s'est appelée provisoirement Trojan-la-Montagne.

## Histoire

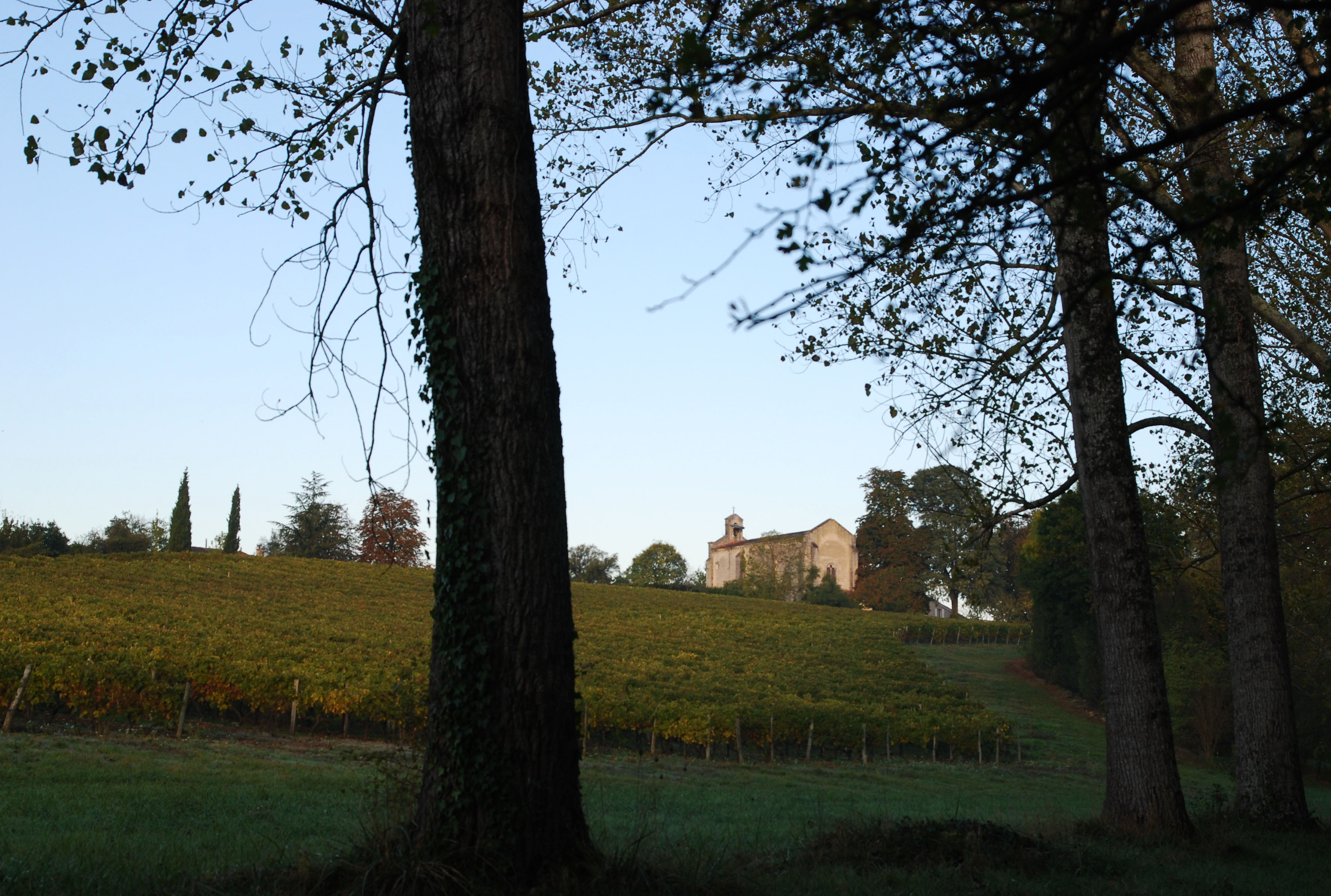
L'église de Boutiers vue de la Commanderie.

Boutiers était habité à l'époque gallo-romaine : on a dégagé des vestiges de plusieurs villas gallo-romaines, situées aux lieux-dits les Sablons, les Coulées et les Frugères,.
Le premier château du Solençon qui a totalement disparu est attesté dès le Moyen Âge. En 1775, il est acheté par le comte d'Artois qui construit un immense logis rectangulaire qui a lui aussi disparu, mais dont il reste des gravures. Il ne construit pas la raffinerie de sucre qu'il avait prévu. Le château est vendu et détruit après la Révolution. Il ne subsiste qu'un pigeonnier circulaire couvert d'un dôme, ainsi que des écuries transformées en habitations et dont les ouvertures en anse de panier du rez-de-chaussée ont été murées et repercées de nouvelles baies.
Saint-Trojan était uni à Saint-Brice et les deux terres n'ont été séparées qu'au XVIIIe siècle. Puis, en 1793, Saint-Trojan est devenu une commune séparée.
Le 7 mars 1787, les représentants de Boutiers à l'assemblée préliminaire des états généraux, qui se tient à la salle capitulaire des Récollets de Cognac, sont Jean Bonnin et Jean Cormenier, et ceux de Saint-Trojan Jean Sabouraud et Jean Chaillot.
En 1859, la commune de Boutiers absorbe celle de Saint-Trojan.
Le soir de Noël 1972, une famille entière de Boutiers-Saint-Trojan disparaît sans laisser de trace : Jacques Méchinaud, Pierrette son épouse et leurs deux enfants Bruno quatre ans, et Éric sept ans, ainsi que leur véhicule familial, une Simca 1100. L'affaire Méchinaud n'est toujours pas résolue.

### Les Antonins et les Hospitaliers
La terre de Boutiers fait partie des premières donations faites à l'ordre hospitalier de Saint-Antoine en 1095 et qui venait d'être créé six ans plus tôt. Cette donation provient des familles qui, avec leurs suzerains, les seigneurs de Cognac et les comtes d'Angoulême se croisaient[réf. nécessaire]. Le bourg de Boutiers devient alors le chef-lieu d'une commanderie appelée Saint-Antoine de Boutiers dans le diocèse de Saintes, dont l'église du XIIe siècle a été détruite vers 1855 à la suite d'un procès perdu par la commune. Les registres de Boutiers commencent en l'année 1600.
Une déclaration fut reçue par notaire le 11 décembre 1399, à la demande du commandeur Guillaume de Franchiliens, en présence de Bernard de Cazelon, prieur de Saint-Léger de Cognac, et de Simonet de Vaucelles, capitaine du château de Merpins qui stipule que Bernard, évêque de Saintes, y est accueilli comme pèlerin et non en vertu d'un droit.
La commanderie de Saint-Antoine de Boutiers a appartenu à partir de 1777 à l'ordre de Saint-Jean de Jérusalem à la suite de l'intégration de l'ordre dit des Antonins sur le déclin au sein de cet ordre hospitalier.
Le 12 octobre 1616 fut parrain dans l'église de Boutiers « honorable homme Philippe Desmarais, sieur de la Grave de Saint-Vivien, gentilhomme ordinaire de la chambre du roi, chevalier et commandeur de Saint-Antoine de Boutiers. »
L'église de la commanderie servait d'église paroissiale, et il est mentionné que Porchaire, propriétaire du domaine de Bel-Air, mort au mois de février 1704, y fut enterré.

## Administration
| Période                                  | Période | Identité                | Étiquette | Qualité |
| ---------------------------------------- | ------- | ----------------------- | --------- | ------- |
| Les données manquantes sont à compléter. |         |                         |           |         |
| 1789                                     |         | Jean Cormenier          |           |         |
| 1790                                     | 1792    | Jean Bonnin             |           |         |
| 1792                                     | 1794    | Michel Roturier         |           |         |
| 1795                                     | 1797    | Pierre Saulnier         |           |         |
| 1799                                     | 1800    | Nicolas Moyet           |           |         |
| 1800                                     | 1815    | Pierre Saulnier         |           |         |
| 1815                                     | 1815    | Nicolas Moyet           |           |         |
| 1815                                     | 1818    | Pierre Saulnier         |           |         |
| 1818                                     | 1843    | Olivier Rambaud         |           |         |
| 1843                                     | 1846    | Jean-Baptiste Cormenier |           |         |
| 1846                                     | 1858    | Pierre Daniaud          |           |         |

| Période    | Période          | Identité              | Étiquette | Qualité |
| ---------- | ---------------- | --------------------- | --------- | --- |
| 1858       | 1864             | Pierre Daniaud        |           | |
| 1865       | 1878             | Jules-Olivier Rambaud |           | |
| 1878       | 1888             | Jean Rabatier         |           | |
| 1888       | 1900             | Jean-Auguste Baraud   |           | |
| 1900       | 1937             | Henri Renaud          |           | |
| 1937       | 1941             | Achille Caillaud      |           | |
| 1942       | 1944             | Maurice Tessier       |           | |
| 1944       | 1964             | René Renaud           |           | Cultivateur |
| 1964       | mars 1965        | Gabriel Tarazon       |           | Manoeuvre |
| mars 1965  | mars 1977        | Paul Giraud           |           | |
| mars 1977  | 1980 (démission) | Jacques Convert       | PCF       | |
| 1980       | avril 2014       | Robert Richard        | PS        | Formateur sécurité retraité Premier adjoint au maire (1977 → 1980) Conseiller général de Cognac-Nord (2004 → 2015) Président de la CC Grand Cognac (2008 → 2014) Suppléant du sénateur Michel Boutant (2008 → 2014) |
| avril 2014 | mai 2020         | Philippe Nifenecker   | DVG       | Médecin généraliste |
| mai 2020   | En cours         | Jean-François Bruchon | SE        | Cadre Adjoint au maire (2008 → 2020) |

La fiscalité est d'un taux de 15,17 % sur le bâti, 38,37 % sur le non bâti, et 6,08 % pour la taxe d'habitation (chiffres 2007). Boutiers-Saint-Trojan fait partie de la communauté de communes de Cognac qui prélève 12,14 % de taxe professionnelle.[réf. nécessaire]

## Démographie

### Évolution démographique
L'évolution du nombre d'habitants est connue à travers les recensements de la population effectués dans la commune depuis 1793. Pour les communes de moins de 10 000 habitants, une enquête de recensement portant sur toute la population est réalisée tous les cinq ans, les populations de référence des années intermédiaires étant quant à elles estimées par interpolation ou extrapolation. Pour la commune, le premier recensement exhaustif entrant dans le cadre du nouveau dispositif a été réalisé en 2007.

En 2022, la commune comptait 1 393 habitants, en évolution de −3,67 % par rapport à 2016 (Charente : −0,48 %, France hors Mayotte : +2,11 %).
| 1793 | 1800 | 1806 | 1821 | 1831 | 1841 | 1846 | 1851 | 1856 |
| ---- | ---- | ---- | ---- | ---- | ---- | ---- | ---- | ---- |
| 220  | 297  | 254  | 328  | 340  | 362  | 420  | 446  | 509  |

| 1861 | 1866 | 1872 | 1876 | 1881 | 1886 | 1891 | 1896 | 1901 |
| ---- | ---- | ---- | ---- | ---- | ---- | ---- | ---- | ---- |
| 753  | 739  | 767  | 765  | 693  | 749  | 850  | 975  | 939  |

| 1906 | 1911 | 1921 | 1926 | 1931 | 1936 | 1946 | 1954 | 1962 |
| ---- | ---- | ---- | ---- | ---- | ---- | ---- | ---- | ---- |
| 846  | 821  | 687  | 691  | 716  | 636  | 783  | 882  | 930  |

| 1968  | 1975  | 1982  | 1990  | 1999  | 2006  | 2007  | 2012  | 2017  |
| ----- | ----- | ----- | ----- | ----- | ----- | ----- | ----- | ----- |
| 1 011 | 1 288 | 1 313 | 1 478 | 1 379 | 1 327 | 1 319 | 1 452 | 1 430 |

| 2022  | - | - | - | - | - | - | - | - |
| ----- | - | - | - | - | - | - | - | - |
| 1 393 | - | - | - | - | - | - | - | - |

### Pyramide des âges
La population de la commune est relativement âgée.
En 2018, le taux de personnes d'un âge inférieur à 30 ans s'élève à 27,1 %, soit en dessous de la moyenne départementale (30,2 %). À l'inverse, le taux de personnes d'âge supérieur à 60 ans est de 33,6 % la même année, alors qu'il est de 32,3 % au niveau départemental.
En 2018, la commune comptait 713 hommes pour 706 femmes, soit un taux de 50,25 % d'hommes, légèrement supérieur au taux départemental (48,41 %).
Les pyramides des âges de la commune et du département s'établissent comme suit.
| Hommes | Classe d’âge | Femmes |
| ------ | ------------ | ------ |
| 0,1    | 90 ou +      | 1,9    |
| 8,5    | 75-89 ans    | 10,3   |
| 23,6   | 60-74 ans    | 22,8   |
| 23,6   | 45-59 ans    | 24,7   |
| 15,5   | 30-44 ans    | 14,9   |
| 12,0   | 15-29 ans    | 9,9    |
| 16,7   | 0-14 ans     | 15,6   |

| Hommes | Classe d’âge | Femmes |
| ------ | ------------ | ------ |
| 1      | 90 ou +      | 2,7    |
| 9,2    | 75-89 ans    | 12     |
| 20,6   | 60-74 ans    | 21,3   |
| 20,7   | 45-59 ans    | 20,3   |
| 16,8   | 30-44 ans    | 16     |
| 15,6   | 15-29 ans    | 13,4   |
| 16,1   | 0-14 ans     | 14,3   |

### Remarques
En 1859, Boutiers a absorbé Saint-Trojan.
Les pertes de la Première Guerre mondiale (252 soit 30 %) mettront 60 ans à être surmontées, puis la croissance va continuer comme dans toutes les communes péri-urbaines de Cognac et d'Angoulême.

## Économie

### Agriculture
La viticulture occupe une partie importante de l'activité agricole. La commune est classée dans les Fins Bois, dans la zone d'appellation d'origine contrôlée du cognac.

## Équipements, services et vie locale

### Enseignement
La commune possède une école primaire comprenant cinq classes.
Le secteur du collège est Cognac (collège Félix-Gaillard).

## Lieux et monuments

### Patrimoine religieux
L'église paroissiale Saint-Trojan dont la nef et le chœur sont du XIe siècle, l'abside et le clocher du XIIe siècle, tout comme les sculptures des corniches de l'abside et le tombeau. Autrefois Saint-Urjan, c'était un ancien prieuré-cure dédié à Trojan, évêque de Saintes du VIe siècle. Elle est inscrite comme monument historique depuis 1952.
Les ruines de l'église Saint-Marmet, des XIe et XIIe siècles, dominent le promontoire qui surplombe la Charente. Jadis Saint-Marmert, elle aurait été construite par la commanderie d'Antonins de Boutiers. Elle fut dévastée à la Révolution et ne fut pas vraiment restaurée. Elle est inscrite comme monument historique depuis 1986.
L'église Saint-Antoine, de Boutiers, date du XIXe siècle. Elle a été édifiée par la municipalité pour remplacer l'ancienne église Notre-Dame, fondée en 1095 par les Antonins et qui était à l'origine une commanderie hospitalière, ruinée et vendue comme bien national à la Révolution,.

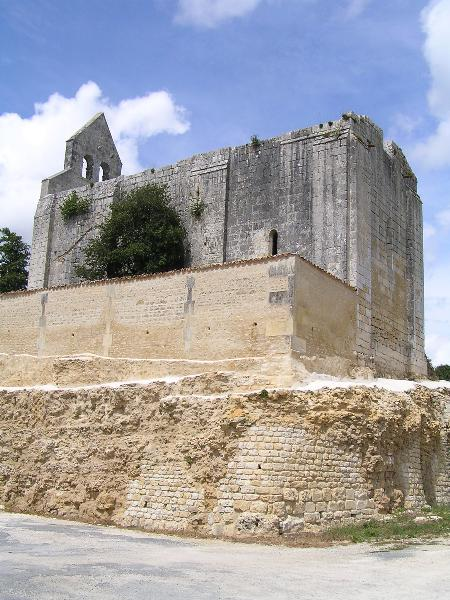
Vestiges de l'église Saint-Marmet.
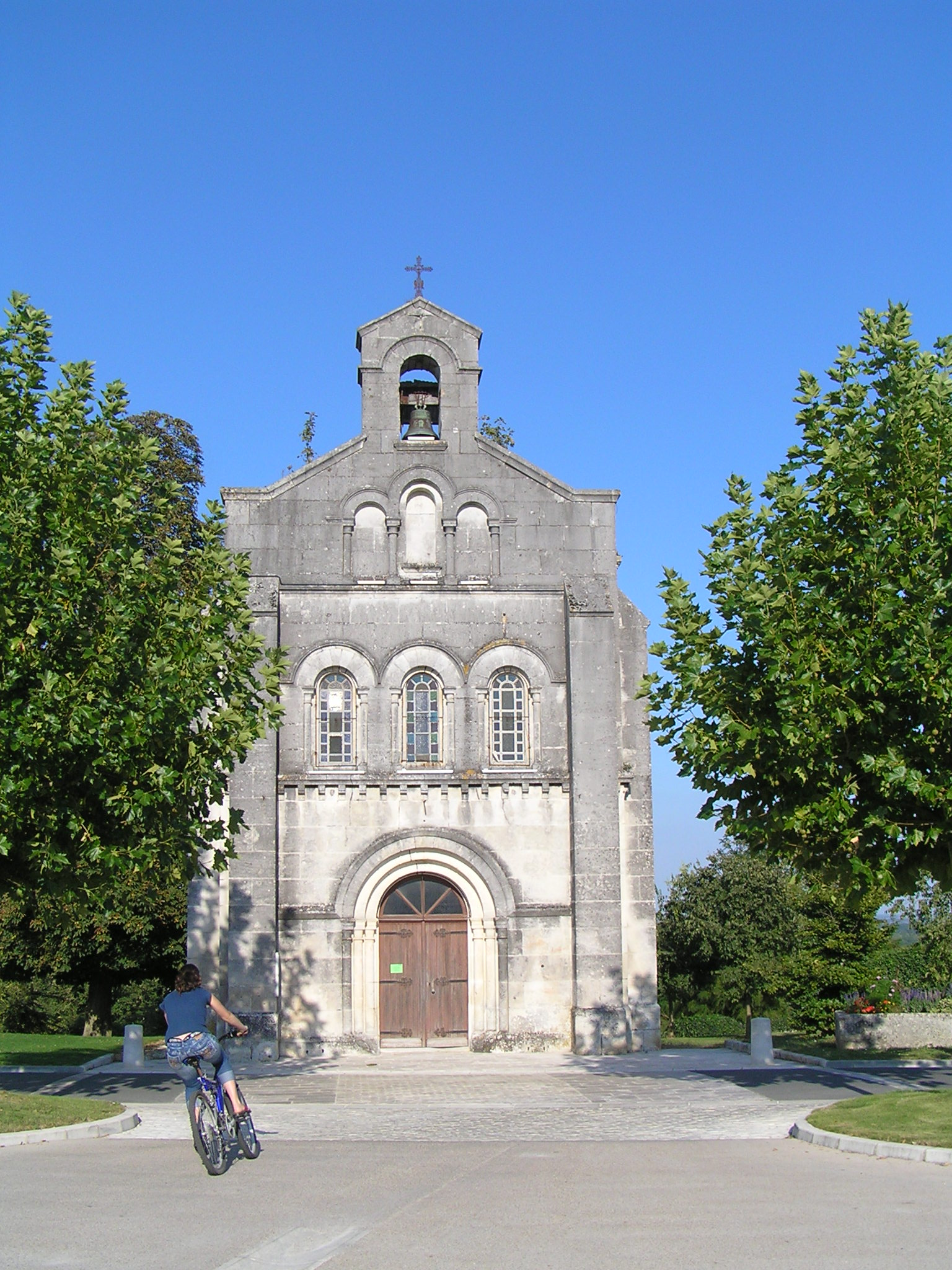
L'église Saint-Antoine de Boutiers.

### Patrimoine civil
Le patrimoine bâti est divers : pigeonniers, lavoir, moulin, fermes, maisons...

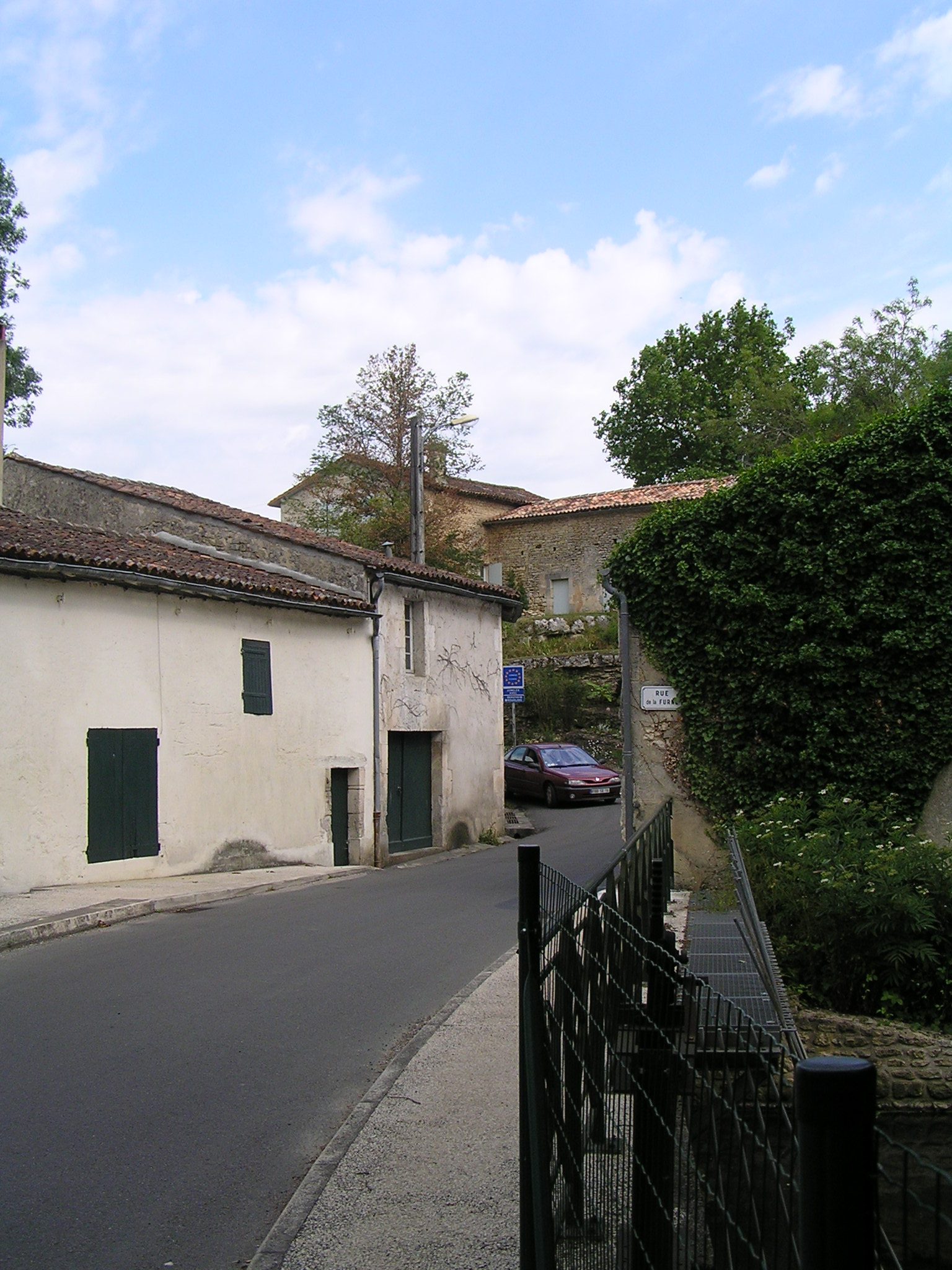
Saint-Trojan.
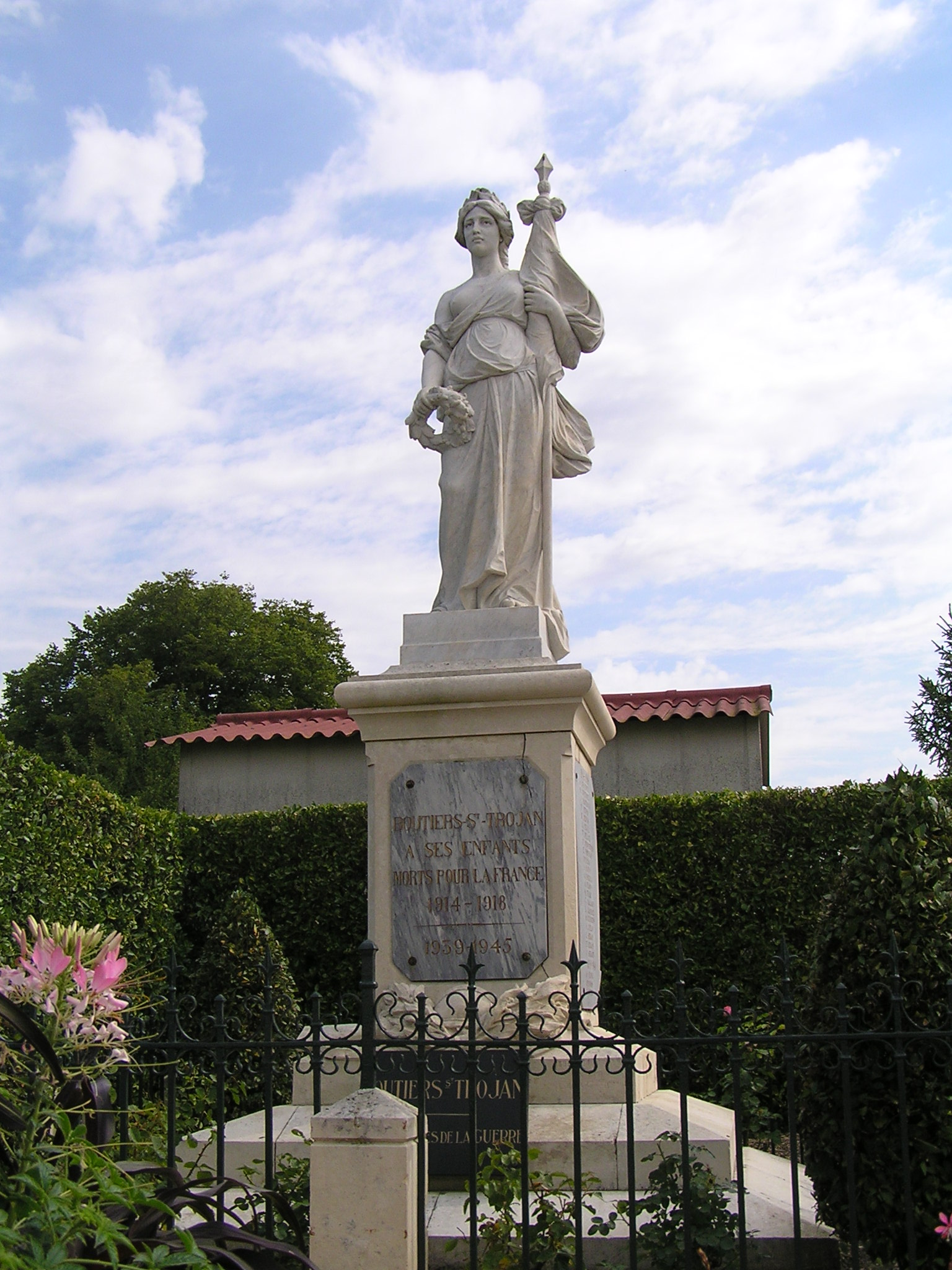
Monument aux morts.
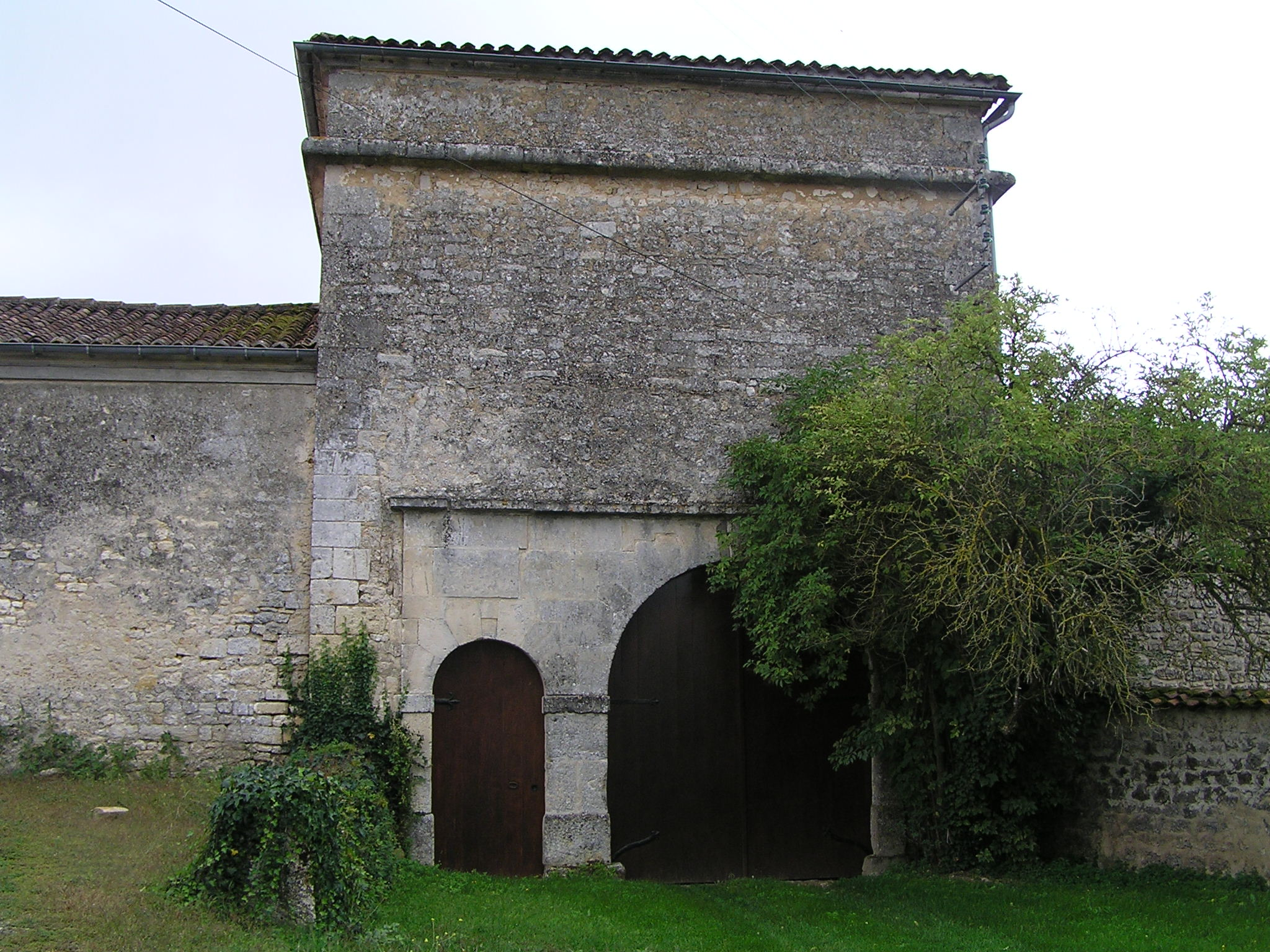
Pigeonnier médiéval.

Il existe plusieurs vestiges de tuileries et de briqueteries du XIXe siècle.

### Patrimoine environnemental
La  Soloire, affluent rive droite de la Charente, marque la limite de la commune. Elle fait partie de la zone Natura 2000 Charente amont.

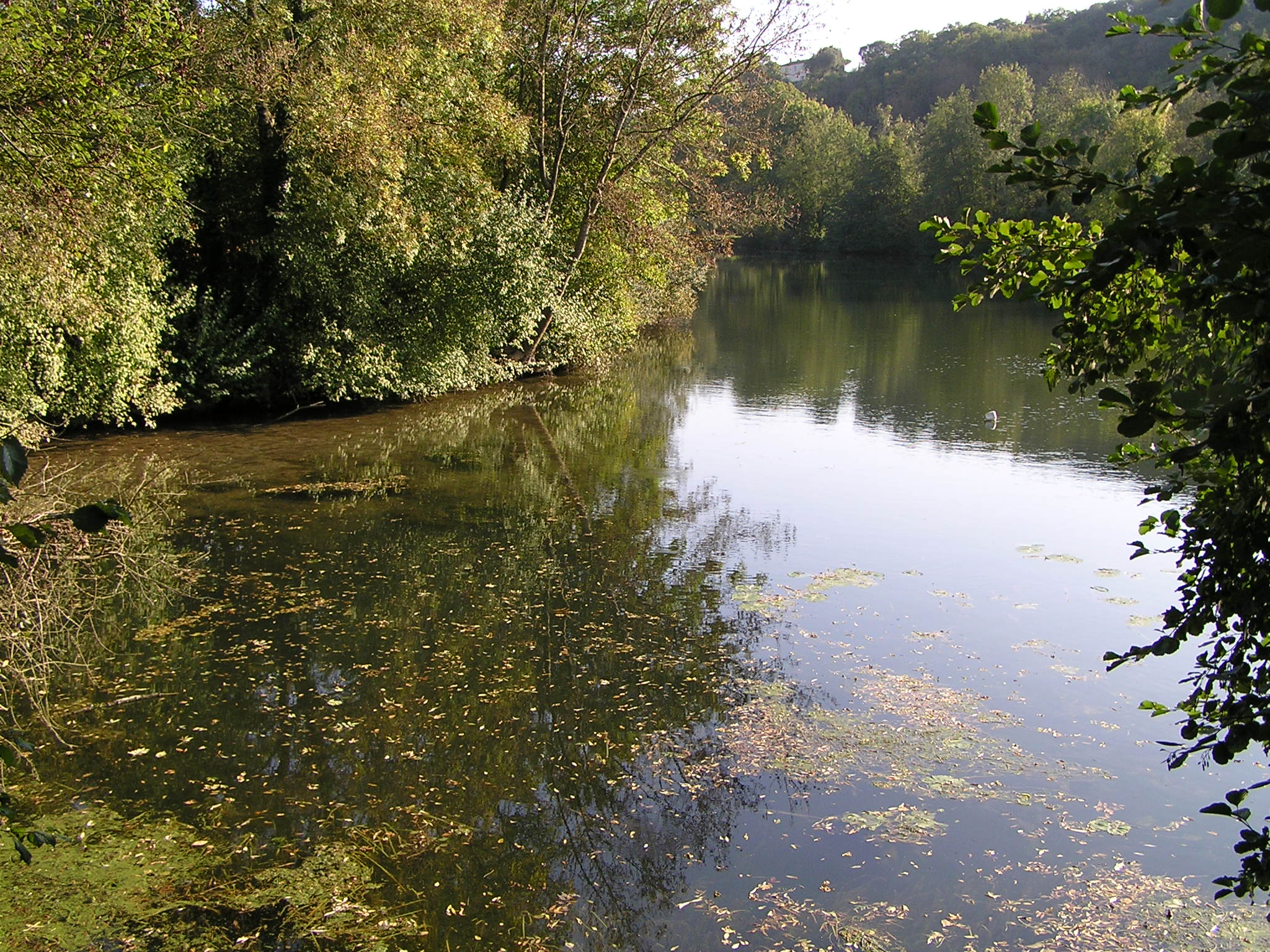
Confluent de la Soloire avec la Charente.